# Sportgemeinschaft Dynamo Dresden 2004-2005
Questa voce raccoglie le informazioni riguardanti la Sportgemeinschaft Dynamo Dresden nelle competizioni ufficiali della stagione 2004-2005.

## Stagione
Nella stagione 2004-2005 la Dinamo Dresda, allenato da Christoph Franke, concluse il campionato di 2. Bundesliga all'8º posto. In Coppa di Germania la Dinamo Dresda fu eliminato al primo turno dal Karlsruhe.

## Rosa
| N. |                                 | Ruolo | Calciatore         |
| -- | ------------------------------- | ----- | ------------------ |
| 1  | Croazia (bandiera)              | P     | Ignjac Kresic      |
| 2  | Germania (bandiera)             | D     | Dexter Langen      |
| 3  | Germania (bandiera)             | D     | Volker Oppitz      |
| 4  | Germania (bandiera)             | A     | Ronny Scholze      |
| 5  | Romania (bandiera)              | D     | Levente Csik       |
| 6  | Germania (bandiera)             | C     | Marco Christ       |
| 7  | Germania (bandiera)             | C     | Rico Kühne         |
| 8  | Germania (bandiera)             | C     | Christian Hauser   |
| 9  | Slovenia (bandiera)             | A     | Klemen Lavrič      |
| 10 | Germania (bandiera)             | C     | Steffen Heidrich   |
| 11 | Germania (bandiera)             | A     | Thomas Neubert     |
| 12 | Germania (bandiera)             | D     | Torsten Bittermann |
| 13 | Germania (bandiera)             | C     | Christian Fröhlich |
| 14 | Bosnia ed Erzegovina (bandiera) | C     | Alen Basic         |

| N. |                      | Ruolo | Calciatore       |
| -- | -------------------- | ----- | ---------------- |
| 15 | Germania (bandiera)  | D     | André Weiß       |
| 16 | Germania (bandiera)  | D     | Robert Heiße     |
| 17 | Germania (bandiera)  | C     | Daniel Ziebig    |
| 18 | Germania (bandiera)  | C     | Karsten Oswald   |
| 19 | Germania (bandiera)  | D     | Jan Seifert      |
| 20 | Australia (bandiera) | A     | Joshua Kennedy   |
| 21 | Germania (bandiera)  | C     | René Beuchel     |
| 22 | Bulgaria (bandiera)  | A     | Svilen Stoilov   |
| 23 | Germania (bandiera)  | P     | Oliver Herber    |
| 24 | Croazia (bandiera)   | P     | Darko Horvat     |
| 26 | Polonia (bandiera)   | C     | Mariusz Kukiełka |
| 31 | Camerun (bandiera)   | A     | Daniel Wansi     |
| 35 | Germania (bandiera)  | C     | Ansgar Brinkmann |

## Organigramma societario
Area tecnica
- Allenatore: Christoph Franke
- Allenatore in seconda: Meinhard Hemp, Sven Köhler
- Preparatore dei portieri:
- Preparatori atletici:

## Calciomercato

### Sessione estiva
| Acquisti | Acquisti         | Acquisti             | Acquisti |
| R.       | Nome             | da                   | Modalità |
| -------- | ---------------- | -------------------- | -------- |
| C        | Alen Basic       | Sarajevo             |          |
| C        | Marco Christ     | Feucht               |          |
| C        | Christian Hauser | Bayern Monaco II     |          |
| D        | Robert Heiße     | FV Dresden-Laubegast |          |
| A        | Joshua Kennedy   | Colonia              |          |
| A        | Klemen Lavrič    | Inter Zaprešić       |          |
| C        | Karsten Oswald   | Bayern Monaco II     |          |
| D        | Jan Seifert      | Unterhaching         |          |
| A        | Svilen Stoilov   | Botev Plovdiv        |          |
| A        | Daniel Wansi     | Inter Zaprešić       |          |

| Cessioni | Cessioni          | Cessioni             | Cessioni |
| R.       | Nome              | da                   | Modalità |
| -------- | ----------------- | -------------------- | -------- |
| D        | Lars Heller       | Feucht               |          |
| C        | Sven Johne        | FV Dresden-Laubegast |          |
| A        | Ranisav Jovanović | Magonza              |          |
| C        | Alexander Kunert  | Grimma               |          |
| C        | Markus Kunisch    | FV Dresden-Laubegast |          |
| C        | Sven Ratke        | Dinamo Dresda II     |          |
| C        | Maik Wagefeld     | Norimberga           |          |

### Sessione invernale
| Acquisti | Acquisti         | Acquisti       | Acquisti |
| R.       | Nome             | da             | Modalità |
| -------- | ---------------- | -------------- | -------- |
| C        | Mariusz Kukiełka | Wisła Cracovia |          |
| P        | Darko Horvat     | Inter Zaprešić |          |

| Cessioni | Cessioni | Cessioni | Cessioni |
| R.       | Nome     | da       | Modalità |
| -------- | -------- | -------- | -------- |

## Risultati

### 2. Bundesliga

#### Girone di andata
| Arbitro: | Gagelmann |

|                                   |           |           |
| Oswald 67’ Lavrič 72’ Kennedy 76’ | Marcatori | 62’ Kurth |

| Arbitro: | Gräfe |

|                       |           |             |
| Thurk 3’ Mokhtari 55’ | Marcatori | 45’ Kennedy |

| Arbitro: | Rafati |

|            |           |                    |
| Oswald 90’ | Marcatori | 31’ Younga-Mouhani |

| Arbitro: | Kemmling |

|                           |           |             |
| Hoffmann 29’ Reinhard 51’ | Marcatori | 83’ Beuchel |

| Arbitro: | Wack |

|            |           |                        |
| Oswald 77’ | Marcatori | 27’ Kritzer 50’ Dundee |

| Arbitro: | Marks |

|                              |           |                          |
| Ebbers 72’, 82’ Podolski 76’ | Marcatori | 20’ Fröhlich 44’ Beuchel |

| Arbitro: | Albrecht |

|                                                             |           |            |
| Plaßhenrich 16’ Michalke 29’, 60’ Pinto 59’ Csik 70’ (aut.) | Marcatori | 88’ Lavrič |

| Arbitro: | Henschel |

|                 |           |            |
| Kennedy 8’, 39’ | Marcatori | 19’ Hagner |

| Arbitro: | Schriever |

|                           |           |  |
| Rietpietsch 34’ Baciu 78’ | Marcatori |  |

| Arbitro: | Anklam |

|             |           |  |
| Kennedy 33’ | Marcatori |  |

| Arbitro: | Fröhlich |

|                        |           |  |
| Agostino 64’ Bulut 83’ | Marcatori |  |

| Arbitro: | Stachowiak |

|                        |           |                       |
| Oppitz 46’ Scholze 80’ | Marcatori | 17’ Page 90’ Feinbier |

| Arbitro: | Keßler |

|                |           |  |
| Bamba 19’, 79’ | Marcatori |  |

| Arbitro: | Jansen |

|           |           |  |
| Lavrič 4’ | Marcatori |  |

| Arbitro: | Schmidt |

|                                          |           |            |
| Juskowiak 7’, 38’ Demir 82’ Heidrich 90’ | Marcatori | 29’ Lavrič |

| Arbitro: | Winkmann |

|                                                 |           |                 |
| Lavrič 21’, 70’ Fröhlich 53’ (rig.) Kennedy 77’ | Marcatori | 14’ Patschinski |

| Arbitro: | Lupp |

|           |           |            |
| David 85’ | Marcatori | 66’ Lavrič |

#### Girone di ritorno
| Arbitro: | Perl |

|                                         |           |                                |
| Lottner 32’ Grlić 58’ Ahanfouf 64’, 77’ | Marcatori | 67’ (rig.) Fröhlich 90’ Lavrič |

| Arbitro: | Kircher |

|  |           |              |
|  | Marcatori | 82’ Mészáros |

| Arbitro: | Meyer |

|                                  |           |               |
| Reisinger 18’ Schmidt 48’ (rig.) | Marcatori | 51’ Brinkmann |

| Arbitro: | Schmidt |

|                 |           |           |
| Lavrič 17’, 63’ | Marcatori | 64’ Schur |

| Arbitro: | Fleischer |

|                   |           |               |
| Saenko 23’ (rig.) | Marcatori | 32’ Brinkmann |

| Arbitro: | Albrecht |

|                         |           |  |
| Kukiełka 40’ Lavrič 45’ | Marcatori |  |

| Arbitro: | Frank |

|  |           |            |
|  | Marcatori | 40’ Oswald |

| Arbitro: | Sippel |

|                   |           |           |
| Fröhlich 76’, 90’ | Marcatori | 66’ Voigt |

| Arbitro: | Rafati |

|                             |           |                 |
| Lavrič 22’ Kennedy 40’, 57’ | Marcatori | 51’ Haeldermans |

| Arbitro: | Schriever |

|                         |           |            |
| Kałużny 35’ Goldbæk 43’ | Marcatori | 88’ Langen |

| Arbitro: | Scheppe |

|  |           |                                                          |
|  | Marcatori | 7’ (aut.) Kukiełka 14’ Costa 28’ Gebhardt 73’ Kolomazník |

| Arbitro: | Lupp |

|  |           |               |
|  | Marcatori | 37’ Brinkmann |

| Arbitro: | Sippel |

|                                      |           |              |
| Kukiełka 58’ Kennedy 79’ Beuchel 90’ | Marcatori | 25’ Svitlica |

| Arbitro: | Stachowiak |

|            |           |  |
| Copado 55’ | Marcatori |  |

| Arbitro: | Perl |

|            |           |  |
| Lavrič 21’ | Marcatori |  |

| Arbitro: | Frank |

|                      |           |                                   |
| Marić 82’ Klasen 85’ | Marcatori | 13’, 75’, 80’ Lavrič 90’ Fröhlich |

| Arbitro: | Seemann |

|                 |           |          |
| Lavrič 12’, 64’ | Marcatori | 9’ Traub |

### Coppa di Germania
| Arbitro: | Welz |

|            |           |                               |
| Lavrič 34’ | Marcatori | 40’ (rig.) Ouakili 60’ Saenko |

## Statistiche

### Statistiche di squadra
| Competizione      | Punti | In casa | In casa | In casa | In casa | In casa | In casa | In trasferta | In trasferta | In trasferta | In trasferta | In trasferta | In trasferta | Totale | Totale | Totale | Totale | Totale | Totale | DR |
| Competizione      | Punti | G       | V       | N       | P       | Gf      | Gs      | G            | V            | N            | P            | Gf           | Gs           | G      | V      | N      | P      | Gf     | Gs     | DR |
| ----------------- | ----- | ------- | ------- | ------- | ------- | ------- | ------- | ------------ | ------------ | ------------ | ------------ | ------------ | ------------ | ------ | ------ | ------ | ------ | ------ | ------ | -- |
| 2. Bundesliga     | 49    | 17      | 12      | 2       | 3       | 30      | 18      | 17           | 3            | 2            | 12           | 18           | 35           | 34     | 15     | 4      | 15     | 48     | 53     | -5 |
| Coppa di Germania | -     | 1       | 0       | 0       | 1       | 1       | 2       | 0            | 0            | 0            | 0            | 0            | 0            | 1      | 0      | 0      | 1      | 1      | 2      | -1 |
| Totale            | 49    | 18      | 12      | 2       | 4       | 31      | 20      | 17           | 3            | 2            | 12           | 18           | 35           | 35     | 15     | 4      | 16     | 49     | 55     | -6 |

### Andamento in campionato
| Giornata  | 1 | 2 | 3 | 4  | 5  | 6  | 7  | 8  | 9  | 10 | 11 | 12 | 13 | 14 | 15 | 16 | 17 | 18 | 19 | 20 | 21 | 22 | 23 | 24 | 25 | 26 | 27 | 28 | 29 | 30 | 31 | 32 | 33 | 34 |
| --------- | - | - | - | -- | -- | -- | -- | -- | -- | -- | -- | -- | -- | -- | -- | -- | -- | -- | -- | -- | -- | -- | -- | -- | -- | -- | -- | -- | -- | -- | -- | -- | -- | -- |
| Luogo     | C | T | C | T  | C  | T  | T  | C  | T  | C  | T  | C  | T  | C  | T  | C  | T  | T  | C  | T  | C  | T  | C  | T  | C  | C  | T  | C  | T  | C  | T  | C  | T  | C  |
| Risultato | V | P | N | P  | P  | P  | P  | V  | P  | V  | P  | N  | P  | V  | P  | V  | N  | P  | P  | P  | V  | N  | V  | V  | V  | V  | P  | P  | V  | V  | P  | V  | V  | V  |
| Posizione | 2 | 7 | 8 | 11 | 14 | 16 | 18 | 15 | 17 | 15 | 17 | 16 | 17 | 15 | 17 | 14 | 15 | 17 | 18 | 18 | 17 | 17 | 14 | 14 | 12 | 9  | 10 | 11 | 9  | 9  | 9  | 9  | 9  | 8  |

Legenda:

Luogo: C = Casa; T = Trasferta. Risultato: V = Vittoria; N = Pareggio; P = Sconfitta.

### Statistiche dei giocatori
| Giocatore     | 2. Bundesliga | 2. Bundesliga | 2. Bundesliga | 2. Bundesliga | Coppa di Germania | Coppa di Germania | Coppa di Germania | Coppa di Germania | Totale   | Totale | Totale      | Totale     |
| Giocatore     | Presenze      | Reti          | Ammonizioni   | Espulsioni    | Presenze          | Reti              | Ammonizioni       | Espulsioni        | Presenze | Reti   | Ammonizioni | Espulsioni |
| ------------- | ------------- | ------------- | ------------- | ------------- | ----------------- | ----------------- | ----------------- | ----------------- | -------- | ------ | ----------- | ---------- |
| A. Basic      | 20            | 0             | 1             | 1             | 0                 | 0                 | 0                 | 0                 | 20       | 0      | 1           | 1          |
| R. Beuchel    | 28            | 3             | 10            | 1             | 1                 | 0                 | 1                 | 0                 | 29       | 3      | 11          | 1          |
| T. Bittermann | 1             | 0             | 0             | 0             | 0                 | 0                 | 0                 | 0                 | 1        | 0      | 0           | 0          |
| A. Brinkmann  | 14            | 3             | 4             | 0             | 0                 | 0                 | 0                 | 0                 | 14       | 3      | 4           | 0          |
| M. Christ     | 21            | 0             | 2             | 0             | 1                 | 0                 | 0                 | 0                 | 22       | 0      | 2           | 0          |
| L. Csik       | 29            | 0             | 3             | 1             | 1                 | 0                 | 1                 | 0                 | 30       | 0      | 4           | 1          |
| C. Fröhlich   | 33            | 6             | 6             | 0             | 1                 | 0                 | 1                 | 0                 | 34       | 6      | 7           | 0          |
| C. Hauser     | 26            | 0             | 3             | 0             | 1                 | 0                 | 0                 | 0                 | 27       | 0      | 3           | 0          |
| S. Heidrich   | 8             | 0             | 0             | 0             | 1                 | 0                 | 1                 | 0                 | 9        | 0      | 1           | 0          |
| R. Heiße      | 2             | 0             | 1             | 0             | 1                 | 0                 | 0                 | 0                 | 3        | 0      | 1           | 0          |
| O. Herber     | 12            | 0             | 1             | 0             | 0                 | 0                 | 0                 | 0                 | 12       | 0      | 1           | 0          |
| D. Horvat     | 3             | 0             | 0             | 0             | 0                 | 0                 | 0                 | 0                 | 3        | 0      | 0           | 0          |
| J. Kennedy    | 34            | 9             | 1             | 0             | 1                 | 0                 | 0                 | 0                 | 35       | 9      | 1           | 0          |
| I. Kresic     | 19            | 0             | 1             | 0             | 1                 | 0                 | 0                 | 0                 | 20       | 0      | 1           | 0          |
| M. Kukiełka   | 16            | 2             | 3             | 0             | 0                 | 0                 | 0                 | 0                 | 16       | 2      | 3           | 0          |
| R. Kühne      | 9             | 0             | 1             | 0             | 1                 | 0                 | 0                 | 0                 | 10       | 0      | 1           | 0          |
| D. Langen     | 22            | 1             | 4             | 1             | 1                 | 0                 | 0                 | 0                 | 23       | 1      | 4           | 1          |
| K. Lavrič     | 31            | 18            | 4             | 1             | 1                 | 1                 | 0                 | 0                 | 32       | 19     | 4           | 1          |
| T. Neubert    | 2             | 0             | 0             | 0             | 0                 | 0                 | 0                 | 0                 | 2        | 0      | 0           | 0          |
| V. Oppitz     | 34            | 1             | 4             | 0             | 1                 | 0                 | 0                 | 0                 | 35       | 1      | 4           | 0          |
| K. Oswald     | 29            | 4             | 12            | 0             | 1                 | 0                 | 1                 | 0                 | 30       | 4      | 13          | 0          |
| R. Scholze    | 17            | 1             | 1             | 0             | 0                 | 0                 | 0                 | 0                 | 17       | 1      | 1           | 0          |
| J. Seifert    | 15            | 0             | 0             | 0             | 0                 | 0                 | 0                 | 0                 | 15       | 0      | 0           | 0          |
| S. Stoilov    | 7             | 0             | 1             | 1             | 0                 | 0                 | 0                 | 0                 | 7        | 0      | 1           | 1          |
| D. Wansi      | 28            | 0             | 1             | 0             | 0                 | 0                 | 0                 | 0                 | 28       | 0      | 1           | 0          |
| A. Weiß       | 0             | 0             | 0             | 0             | 0                 | 0                 | 0                 | 0                 | 0        | 0      | 0           | 0          |
| D. Ziebig     | 8             | 0             | 4             | 0             | 0                 | 0                 | 0                 | 0                 | 8        | 0      | 4           | 0          |